# Antwon Hicks
Antwon Hicks, född den 12 mars 1983, är en amerikansk friidrottare som tävlar i häcklöpning.
Hicks genombrott kom när han vann guld på 110 meter häck vid junior-VM 2002. Som senior har han inte deltagit vid något på galor där han presterat väl. Under 2009 vann han Golden League-tävlingen i Oslo.

## Personliga rekord
- 110 meter häck - 13,09